# 玉衡 (年号)
玉衡（311年-334年）是十六国时期成汉政权成武帝李雄的第三个年号，共计24年。
玉衡二十四年六月李班即位沿用，十月李期即位沿用。次年改元玉恒元年。

## 纪年
| 玉衡 | 元年     | 二年     | 三年     | 四年     | 五年   | 六年   | 七年   | 八年   | 九年   | 十年   |
| ---- | -------- | -------- | -------- | -------- | ------ | ------ | ------ | ------ | ------ | ------ |
| 公元 | 311年    | 312年    | 313年    | 314年    | 315年  | 316年  | 317年  | 318年  | 319年  | 320年  |
| 干支 | 辛未     | 壬申     | 癸酉     | 甲戌     | 乙亥   | 丙子   | 丁丑   | 戊寅   | 己卯   | 庚辰   |
| 玉衡 | 十一年   | 十二年   | 十三年   | 十四年   | 十五年 | 十六年 | 十七年 | 十八年 | 十九年 | 二十年 |
| 公元 | 321年    | 322年    | 323年    | 324年    | 325年  | 326年  | 327年  | 328年  | 329年  | 330年  |
| 干支 | 辛巳     | 壬午     | 癸未     | 甲申     | 乙酉   | 丙戌   | 丁亥   | 戊子   | 己丑   | 庚寅   |
| 玉衡 | 二十一年 | 二十二年 | 二十三年 | 二十四年 |        |        |        |        |        |        |
| 公元 | 331年    | 332年    | 333年    | 334年    |        |        |        |        |        |        |
| 干支 | 辛卯     | 壬辰     | 癸巳     | 甲午     |        |        |        |        |        |        |

## 参看
- 中国年号索引
- 同期存在的其他政权年号
  - 光兴（310年七月-311年五月）：前赵政权刘聪的年号
  - 嘉平（311年六月-315年二月）：前赵政权刘聪的年号
  - 建元（315年三月-316年十月）：前赵政权刘聪的年号
  - 麟嘉（316年十一月-318年六月）：前赵政权刘聪的年号
  - 永嘉（307年-313年四月）：西晋皇帝晋怀帝司馬熾的年号
  - 建兴（313年四月-317年三月）：西晋皇帝晋愍帝的年号
  - 建武（317年三月-318年三月）：东晋皇帝晉元帝司馬睿的年号
  - 大兴（318年三月-321年）：东晋皇帝晉元帝司馬睿的年号
  - 永昌（322年-323年二月）：东晋皇帝晉元帝司馬睿的年号
  - 太宁（323年三月-326年正月）：东晋皇帝晉明帝司馬紹的年号
  - 咸和（326年二月-334年）：东晋皇帝晉成帝司馬衍的年号
  - 建兴：前凉政权年号
  - 建康（319年四月-320年五月）：南阳王司马保
  - 汉昌（318年七月-九月）：前赵政权刘粲的年号
  - 光初（318年十月-329年八月）：前赵政权刘曜的年号
  - 平赵：（320年六月）前赵农民起义首领句渠知自立年号
  - 太和（328年二月-330年八月）：后赵政权石勒年号
  - 建平（330年九月-333年）：后赵政权石勒年号
  - 延熙（334年）：后赵政权石弘年号
- 参看大武年号